# Audiència Provincial de Barcelona
L'Audiència provincial de Barcelona és un tribunal de justícia que té jurisdicció dins l'àmbit territorial de la província de Barcelona i té la seu al Palau de Justícia de Barcelona al Passeig Lluís Companys, 14 de Barcelona.
Com els altres òrgans judicials espanyols d'àmbit provincial, s'estructura funcionalment en seccions (del penal, del contenciós administratiu, del social, de vigilància penitenciària, i de menors), cadascuna de les seccions està integrada per tres o quatre magistrats.